# Mésange cul-roux
Periparus rubidiventris
Espèce
Statut de conservation UICN

 LC  : Préoccupation mineure
La Mésange cul-roux (Periparus rubidiventris) est une espèce de passereau de la famille des Paridae.

## Répartition
Son aire s'étend à travers l'Himalaya et le centre/sud de la Chine.